# Brian Protheroe
Brian Protheroe (Salisbury, 16 giugno 1944) è un cantautore e attore inglese.
Sul versante musicale è principalmente noto per il suo primo singolo Pinball, pubblicato nell'agosto 1974. Entrò nella UK Singles Chart al numero 40 arrivando a toccare il 22.
Protheroe è dal 2013 la voce narrante del programma televisivo di Channel 4 First Dates.

## Carriera
Protheroe nacque a Salisbury, nel Wiltshire, da padre gallese e da madre inglese; a dodici anni iniziò a interessarsi di musica, entrando a far parte del coro della chiesa locale prendendo lezioni di piano. La musica di Cliff Richard e dei The Shadows lo spronarono a imparare a suonare la chitarra. Si unì, come cantante, a un gruppo rock chiamato i Coasters nel 1961; nello stesso periodo entrò anche nello Studio Theatre, una compagnia teatrale amatoriale.
Il primo lavoro di Protheroe fu assistente di biblioteca per un anno seguito da tre come studente tecnico in un laboratorio di patologia ospedaliera. Le influenze musicali di questo periodo furono Elvis Presley, the Everly Brothers, Josh White, Big Bill Broonzy, Sonny Terry, Brownie McGhee, Dave Brubeck e Bach.
A diciannove anni, mentre andava scoprendo la musica di Bob Dylan e dei Beatles, venne preso dal complesso folk Folk Blues Incorporated (FBI), con cui nel 1965 andò in tour nei club di Londra e dintorni. Nel 1966, iniziò pure la sua carriera di attore, recitando in un teatro di repertorio a Salisbury per circa sette mesi, I successivi cinque anni li passò invece in varie compagnie teatrali professionistiche in Gran Bretagna, sviluppando le sue capacità musicali e recitative. Nel 1968 fu in una compagnia teatrale a Lincoln, dove incontrò Martin Duncan, anche lui un musicista, scrittore e attore, con cui strinse un proficuo sodalizio artistico.
Nel 1973, Protheroe stava interpretando la parte di un cantante pop in un dramma intitolato Death on Demand, quando un rappresentante della Chrysalis Records udì una canzone che egli aveva scritto per lo spettacolo. Rimase talmente colpito dalla qualità del pezzo che fece firmare immediatamente un contratto discografico a Protheroe, il quale la registrò in studio e la pubblicò come singolo nell'agosto 1974: Pinball si rivelò una piccola hit, entrando nella UK Singles Chart al numero 40 e toccando il 22 nel settembre di quell'anno. Il brano fu seguito dall'uscita dell'album omonimo e dal singolo Fly Now, il quale arrivò in cima alla classifica di Capital Radio "Capital Countdown".
Nel biennio 1975-1976 uscirono gli album Pick Up e I/You (che ospitò Simon Phillips, Ian Anderson e Barriemore Barlow dei Jethro Tull). Tutto il materiale musicale di Protheroe fu prodotto da Del Newman e missato da Richard Dodd. La title track di Pick Up fu il brano centrale di uno show cabarettistico di Martin Duncan, intitolato KinoTata.
I testi delle composizioni di Protheroe sono noti per il loro uso di giochi di parole, alcuni nonsense, sullo stile di John Lennon; sebbene la maggior fossero scritti di suo pugno, quelli di Changing My Tune, Oh, Weeping Will e Dancing on Black Ice erano di Duncan, il quale pare fosse il responsabile di tutti i giochi linguistici.

## Discografia

### Album in studio
- Pinball (1974), Chrysalis
- Pick Up (1975), Chrysalis
- I/You (1976), Chrysalis
- Leave Him to Heaven (1976), Chrysalis
- Unreleased (1996), Chrysalis
- Brian's Big Box (1997), Basta
- Citysong (2005), Basta
- Pinball and Other Stories (2006), EMI
- The Cookie Jar (2018), indipendente[5]

### Singoli
- Pinball (1974), Chrysalis
- Fly Now (1974), Chrysalis
- The Good Brand Band Song (1975), Chrysalis
- Running Through the City (1974), Chrysalis
- Scobo Queen (1974), Chrysalis

## Filmografia parziale

### Cinema
- Superman, regia di Richard Donner (1978)
- Rapina in Berkeley Square (A Nightingale Sang in Berkeley Square), regia di Ralph Thomas (1979)
- Metroland, regia di Philip Saville (1997)
- Il gioco, regia di Claudia Florio (1999)

### Televisione
- Strangers, episodio Duty Roster (1978)
- L'ispettore Barnaby (Midsomer Murders) - serie TV, episodio 9x08 (2006)

### Teatro
- Royal Shakespeare Company: The Merchant of Venice (2015)

### Videogiochi
- Final Fantasy XIV: Heavensward, voce (2015)
- Final Fantasy XIV: Shadowbringers, voce (2019)